# Carex pallidula
Carex pallidula — вид квіткових рослин родини осокових (Cyperaceae). Ареал: Європа (Болгарія, Чехія, Словаччина, Фінляндія, Німеччина, Росія, Норвегія, Польща, Швеція, Чорногорія). Це багаторічний або кореневищний геофіт, що росте передусім у помірному біомі.

## Екологія
Він супроводжує змішані листяні ліси та соснові ліси, дуже часто на вапняках, вапняковому мергелі або серпентині, в горах і рідше на низьких висотах і на сухих луках. Він піднімається на висоту 1550 метрів.

## Біоморфологічна характеристика
Багаторічна пучкова кореневищна трав'яниста рослина. Стеблини більш-менш прямі, (10)15–29(35) см заввишки. Листки лінійні, 10–30(35) см завдовжки, від зелених до темно-зелених, з червонувато-бурими піхвами; самі нижні листки без пластин. Суцвіття складається з одного верхівкового чоловічого колоска завдовжки близько 1 см і 2–3 зазвичай згуртованих жіночих колосків довжиною 1–2 см, нещільних, з 5–10 квітками. Вид схожий на Carex digitata.